# PHPUnit
PHPUnit ist ein in PHP geschriebenes freies Framework zum automatisierten Testen von PHP-Software. Es ist vor allem für Modultests geeignet und basiert auf dem xUnit-Konzept.

## Versionsgeschichte
Am 15. März 2004 wurde Version 1.0.0 von Sebastian Bergmann unter der PHP-Lizenz innerhalb der Programmbibliothek PEAR freigegeben. Ab Version 3.0.0 wurde PHPUnit von PEAR losgelöst und steht seither als eigenständiges Framework unter BSD-Lizenz zur Verfügung.

## Verwendung
Folgende Projekte nutzen das PHPUnit-Framework (Auszug):
- CakePHP ab Version 2
- Horde 4
- Laravel
- Propel
- Serendipity
- Symfony ab Version 2
- WordPress[3]
- Zend Framework

## GUI
Integrierte Entwicklungsumgebungen wie PhpStorm oder Visual Studio Code können PHPUnit-Testfälle ausführen und die Ergebnisse anzeigen. Zum Teil sind zusätzliche Plug-ins erforderlich. Zusätzlich können Testfälle während der kontinuierlichen Integration ausgeführt werden z. B. mit Jenkins oder GitHub Actions.